# Штефан—Болцманов закон
Штефан—Болцманов закон зрачења тврди да је укупна, то јест интегрална емисиона моћ апсолутно црног тела пропорционална четвртом степену његове апсолутне температуре:
{\displaystyle j^{\star }=\sigma T^{4},}
где се температура изражена у Келвинима, а константа пропорционалности се назива Штефан—Болцманова константа и износи {\displaystyle \sigma ={\frac {2\pi ^{5}k^{4}}{15c^{2}h^{3}}}=5.670400\times 10^{-8}{\textrm {J\,s}}^{-1}{\textrm {m}}^{-2}{\textrm {K}}^{-4}.}
Штефан—Болцманов закон један је од основних закона термалног зрачења, поред Планковог и Виновог закона. Штефан—Болцманова једначина повезује густину енергијског потока са температуром тела. Закон се најчешће примењује као закон о зрачењу апсолутно црног тела, док је једначина компликованија и мање прецизна ако се примени на друга тела.

## Историјат
Штефан—Болцманов закон су независно један од другог извели Јожеф Штефан и Лудвиг Болцман. Закон најпре добио Штефан, 1879. године, а затим га је Болцман и извео 1884. године.
Јожев Штефан је до формулације закона дошао на основу експерименталних резултата које је измерио Џон Тиндал и објавио га је у чланку Über die Beziehung zwischen der Wärmestrahlung und der Temperatur (Веза између термалног зрачења и температуре) у листу Бечке Академије Наука. Болцман је закон независно извео помоћу термодинамике. Он је анализирајући идеални топлотни извор који за радно тело није користио гас, већ светлост, рачунао његову укупну израчену енергију у зависности од температуре.
Закон даје врло идеалне резултате за апсолутна црна тела, а врло је прецизан и за рачун код тела која се могу апроксимирати црним телима. Код апсолутно црних тела се сва енергија ослобађа у виду зрачења. Штефан—Болцманов закон се често примењује и код такозваних сивих тела.

## Извођење
Укупна снага зрачења црног тела се добија најпре диференцирањем Планкове функције по температури, а потом интеграцијом добијене спектралне густине снаге по таласној дужини, за све таласне дужине од 0 до ∞. Законом се описује укупан интензитет зрачења апсолутно црног тела. Једначина се изводи из Планковог закона зрачења и добија се
{\displaystyle j^{\star }=\sigma T^{4},} где је температура изражена у Келвинима, а {\displaystyle \sigma } је Штефан—Болцманова константа која износи {\displaystyle \sigma ={\frac {2\pi ^{5}k^{4}}{15c^{2}h^{3}}}=5.670400\times 10^{-8}{\textrm {J\,s}}^{-1}{\textrm {m}}^{-2}{\textrm {K}}^{-4}.}
Посматрајмо малу танку дводимензионалну површину апсолутно црног тела. Његово зрачење можемо апроксимирати као зрачење у облику сферне полулопте са зенитним углом φ и азимутним углом θ, где је у равни у којој се тело налази φ = π/2.
Интензитет емитованог зрачења црног тела описује се Планковим законом:
{\displaystyle I(\nu ,T)={\frac {2h\nu ^{3}}{c^{2}}}{\frac {1}{e^{\frac {h\nu }{kT}}-1}},}
где је {\displaystyle I(\nu ,T)\,} запреминска снага, тј. количина снаге по јединици површине у јединичном углу емитоване на фреквенцији {\displaystyle \nu \,} када црно тело има температуру T, {\displaystyle h\,} је Планкова константа, {\displaystyle c\,} је брзина светлости, а {\displaystyle k\,} је Болцманова константа. Величина {\displaystyle I(\nu ,T)~A~d\nu ~d\Omega } се назива израчена снага са површине А кроз угао dΩ у интервалу фреквенције између ν и ν + dν.
Штефан—Болцманов закон се добија из емитоване снага са јединичне површине:
{\displaystyle {\frac {P}{A}}=\int _{0}^{\infty }I(\nu ,T)d\nu \int d\Omega \,}
Да бисмо добили ту емитовану снагу са јединичне површине, потребно је интегрисати угао Ω по целој полусфери, а фреквенцију ν интегрисати кроз све вредности од 0 до ∞. Како је dΩ = sin(φ) dφ dθ, добија се:
{\displaystyle {\frac {P}{A}}=\int _{0}^{\infty }I(\nu ,T)\,d\nu \int _{0}^{2\pi }\,d\theta \int _{0}^{\pi /2}\cos \phi \sin \phi \,d\phi =\pi \int _{0}^{\infty }I(\nu ,T)\,d\nu ={\frac {2\pi h}{c^{2}}}\int _{0}^{\infty }{\frac {\nu ^{3}}{e^{\frac {h\nu }{kT}}-1}}d\nu .\,}
Користећи смену {\displaystyle u={\frac {h\nu }{kT}}\,} где је {\displaystyle du={\frac {h}{kT}}\,d\nu ,} добија се:
{\displaystyle {\frac {P}{A}}={\frac {2\pi h}{c^{2}}}\left({\frac {kT}{h}}\right)^{4}\int _{0}^{\infty }{\frac {u^{3}}{e^{u}-1}}\,du.}
Интеграл {\displaystyle \int _{0}^{\infty }{\frac {u^{3}}{e^{u}-1}}\,du} једнак је {\displaystyle {\frac {\pi ^{4}}{15}}}, те се добија да је емитована снага са јединичне површине апсолутно црног тела: {\displaystyle j^{\star }=\sigma T^{4}} где је {\displaystyle \sigma ={\frac {2\pi ^{5}k^{4}}{15c^{2}h^{3}}}={\frac {\pi ^{2}k^{4}}{60\hbar ^{3}c^{2}}}.}

### Термодинамичко извођење
Термодинамичко извођење Штефан—Болцмановог закона, тј. тврђења да је енергијска густина суда из ког се енергија зрачи пропорционална четвртом степену температуре, заснива се на класичном електродинамичком тврђењу да је притисак зрачења {\displaystyle p} са густином унутрашње енергије {\displaystyle u} повезан преко формуле: {\displaystyle p={\frac {u}{3}}}.
Из фундаменталне термодинамичке релације {\displaystyle dU=TdS-pdV}, поделом са {\displaystyle dV} и при фиксираној температури {\displaystyle T}, а затим коришћењем Максвелове релације, добија се:
{\displaystyle \left({\frac {\partial U}{\partial V}}\right)_{T}=T\left({\frac {\partial S}{\partial V}}\right)_{T}-p=T\left({\frac {\partial p}{\partial T}}\right)_{V}-p}.
Из дефиниције енергијске густине {\displaystyle \;u={\frac {U}{V}}\;} и како је {\displaystyle \left({\frac {\partial U}{\partial V}}\right)_{T}=u}, добија се:
{\displaystyle u={\frac {T}{3}}\left({\frac {\partial u}{\partial T}}\right)_{V}-{\frac {u}{3}}}.
Како се парцијални извод {\displaystyle \left({\frac {\partial u}{\partial T}}\right)_{V}} може записати само у функцији од {\displaystyle u} и {\displaystyle T}, парцијална диференцијална једначина постаје обична која се своди на решавање преко раздвајања променљивих, те се добија:
{\displaystyle {\frac {du}{4u}}={\frac {dT}{T}}},
одакле се директно добија резултата {\displaystyle u=AT^{4}}, где је {\displaystyle A} константа интеграције што се касније испоставља да је управо Штефан—Болцманова константа.-

## Примена и последице
Штефан—Болцманов закон је важан закон који описује термално зрачење и има бројне примене и последице.

### Рејли-Џинсов и Винов закон зрачења
Из Планковог закона се изводи Рејли-Џинсов закон зрачења који описује зрачење на великим таласним дужинама и Винов закон зрачења који описује зрачење малих лонгитуда.

### Температуре тела које се могу апроксимирати као апсолутно црна
Штефан—Болцмановим законом може се израчунати температура Сунца, као што је по први пут урадио и сам Јожеф Штефан. Пре њега, Чарлс Сорет је проценио да је интензитет количине зрачења са Сунца 29 пута јачи од узорка врелог металног лима. Сорет је узео комад кружног металног лима и поставио га под истим углом под којим је видео Сунце. Измерио је да је температура лима између 1900 и 2000° °C. Штефан је претпоставио да једну трећину Сунчевог зрачења упије Земљина атмосфера, тако да је за интензитет Сунчевог зрачења добио да је 29 × 3/2 = 43,5 пута већи од узорка лима, што се касније испоставило као тачна процена. За средњу вредност температуре лима узео је 1950° °C, а претварањем у Келвине из закона {\displaystyle j^{\star }=\sigma T^{4}} добио је да је Сунчева температура 5705 К, што није пуно одступало од данашње процене на 5778 К.
Аналогно за рачунање температуре Сунца, закон се користи и за приближно рачунање температура других тела познајући њихову луминозност и под претпоставком да оне зраче као апсолутно црно тело: {\displaystyle L=4\pi R^{2}\sigma T_{e}^{4},} где је L луминозност или количина израчене енергије у јединици времена, σ - Штефан–Болцманова константа, Р – полупречник звезде и Т – стварна температура звезде.
Применом истог закона може се грубо проценити и ефективна температура Земље TZ са апроксимацијом апсолутно црног тела, под претпоставком да се Сунчеви зраци на површини Земље само упијају, без одбијања.
{\displaystyle T_{Z}=T_{S}{\sqrt {r_{S} \over 2a_{0}}}=5780\;{\rm {K}}\times {\sqrt {696\times 10^{6}\;{\rm {m}} \over 2\times 149.598\times 10^{9}\;{\rm {m}}}}\approx 279\;{\rm {K}}=6\;{\rm {C}},} где је TS температура Сунца, rS полупречник Сунца, а a0 растојање између Земље и Сунца. Оваквом проценом добија се да је стварна температура на Земљиној површини 6°C, иако је њена стварна температура 14°C.

### Полупречници звезда
Помоћу Штефан—Болцмановог закона могу се рачунати полупречници звезда, када се користи формула која повезује полупречник, температуру и луминозност у односу на исте величине за Сунце: {\displaystyle {\frac {R}{R_{\odot }}}\approx \left({\frac {T_{\odot }}{T}}\right)^{2}\cdot {\sqrt {\frac {L}{L_{\odot }}}}}

### Хокингово зрачење
Штефан—Болцманов закон има примену и у термодинамици црних рупа за рачунање такозваног Хокинговог зрачења.